# Campeonato Piauiense de Futebol de 2004
O Campeonato Piauiense de Futebol de 2004 foi o 64º campeonato de futebol do Piauí. A competição foi organizada pela Federação de Futebol do Piauí (FFP) e o campeão foi o Parnahyba.

## Premiação
| Campeonato Piauiense de Futebol de 2004 |
| Parnaíba                                |
| --------------------------------------- |
| PARNAHYBA Campeão (9º título)           |